# El hombre de la nevera
El hombre de la nevera és una pel·lícula de comèdia espanyola del 1993 escrita i dirigida per Vicent Tamarit Rius en el seu debut en el llargmetratge, basada en un relat de Cristòfol Martí Adell. Fou rodada a Olocau del Rei, Morella i El Forcall,

## Argument
Roque i Constantino són un matrimoni madur i sense fills que viu a les muntanyes i que degut una la política que engresca a l'èxode rural marxen a la ciutat de València, on es posen a treballar de porters de finca. Tanmateix, no s'adapten a la nova situació i Constantina només pensa en tornar a les muntanyes. Per tal de fer realitat el seu desig Roque la fica dins d'un frigorífic i d'aquesta manera intenta tornar-la al poble.

## Repartiment
- Francisco Algora - Roque
- Alicia Hermida - Constantina
- Rosana Pastor
- Joaquín Climent - Tomás
- Asunción Balaguer
- Tina Sáinz

## Recepció
Va formar part de la secció oficial de la XIV edició de la Mostra de València, on Alicia Hermida va guanyar una menció especial a la millor interpretació femenina.